# 壇の浦夜枕合戦記
『壇の浦夜枕合戦記』（だんのうらよまくらかっせんき）は、1977年に公開された日本映画。監督、脚本は神代辰巳。主演は渡辺とく子。

## 概要
頼山陽『壇ノ浦夜合戦記』の映画化。ロマンポルノ。

## キャスト
- 建礼門院 - 演：渡辺とく子
- 源義経 - 演：風間杜夫
- 伊勢の三郎 - 演：丹古母鬼馬二
- 深田の少将 - 演：中島葵
- しの井 - 演：牧れいか
- 玉虫 - 演：宮下順子
- 仏御前 - 演：田島はるか
- 伎王 - 演：山科ゆり
- 平清盛 - 演：小松方正
- 二位の局 - 演：花柳幻舟
- 安徳帝 - 演：石塚千樹
- 平教盛 - 演：小宮山玉樹
- 平惟盛 - 演：村国守平
- 滝口入道 - 演：坂田金太郎
- 人買い古三 - 演：三谷昇
- 大井の太郎 - 演：高橋明
- 江木の源三 - 演：橋本真也
- 仁甲の五郎 - 演：中平哲仟

## スタッフ
- 監督・脚本：神代辰巳
- 製作：三浦朗
- 原作：頼山陽『壇ノ浦夜合戦記』
- 撮影：姫田真佐久
- 美術：柳生一夫
- 編集：鈴木晄
- 音楽：中谷襄水、沖至
- 助監督：鴨田好史

- 配給：日活